# Banda jezici
Banda jezici (privatni kod: band), jedna od glavnih skupina ubanških jezika koji se govore u Srednjoafričkoj Republici i Demokratskoj Republici Kongo. Obuhvaća 16 jezika koje čine centralnu s 11 jezika, južnu centralnu s dva, i južnu, jugozapadnu i zapadnu centralnu užu skupinu s po jednim jezikom.
Predstavnici su 
a. Centralni banda [cban] (11) 
a1. Centralna jezgra [ccbn] (10):
a: Banda-Bambari (1): Banda-Bambari [liy];
b. Banda-Banda (1): Banda-Banda [bpd];
c. Banda-Mbres (1): Banda-Mbrès [bqk];
d. Banda-Ndele (1): Banda-Ndélé [bfl];
e. Središnji-Južmi (5): Banda Central Sud ili središnji-južni banda jezik [bjo]; Gobu [gox]; Kpagua [kuw]; Mono [mnh]; Ngundu [nue];
f. Togbo-Vara (1): Banda, Togbo-Vara [tor];
a2. Zapadni [wcbd] (1): Banda-Yangere [yaj];
b. Južni centralni banda [scbd] (2): Banda, South Central [lnl]; langbashe [lna];
c. Južni banda [sbnd] (1): Mbandja  [zmz];
d. Jugozapadni banda [swbd] (1):ngbundu [nuu];
e. Zapadni centralni banda [wbda] (1): Banda, West Central [bbp].

## Vanjske poveznice
- Ethnologue (14th)
- Ethnologue (15th)